# Pel-Dornschwanzhörnchen
Das Pel-Dornschwanzhörnchen (Anomalurus pelii) ist ein Nagetier in der Familie der Dornschwanzhörnchen, das in Westafrika vorkommt.
Es werden zwei Unterarten unterschieden:
- Anomalurus pelii pelii (Schlegel & Müller, 1845)
- Anomalurus pelii auzembergeri (Matschie, 1914)

## Merkmale
Die Art erreicht eine Kopf-Rumpf-Länge von 40 bis 46 cm, eine Schwanzlänge von 32 bis 45 cm sowie ein Gewicht von 1,3 bis 1,8 kg. Auf der Oberseite hat das Fell eine schwarze Farbe. Bis auf weiße Bereiche um die Ohren und auf der Nase ist auch der Kopf mit schwarzen Haaren bedeckt. Die Unterseite, der Schwanz und die Kanten der Flughaut sind weiß. Auf der Unterseite des Schwanzansatzes befinden sich die für die Familie typischen Schuppen mit jeweils einem Dorn.

## Verbreitung und Lebensraum
Das Verbreitungsgebiet dieses Nagetiers erstreckt sich vom Westen Liberias über die Elfenbeinküste bis ins südöstliche Ghana. Als Habitat dienen tropische Regenwälder im Flachland mit einer jährlichen Niederschlagsmenge von 1400 bis 3900 mm.

## Lebensweise
Das Pel-Dornschwanzhörnchen ist nachtaktiv und klettert vorwiegend im Unterholz. Es lebt meist in Paaren oder in kleineren Gruppen mit bis zu 6 Individuen. Die Tiere ruhen zusammen in einer Baumhöhle und beginnen die Nahrungssuche nach Sonnenuntergang. Sie fressen hauptsächlich Rinde sowie Früchte, Blätter und Blumen. Es kommen ein oder zwei Würfe pro Jahr vor, bei denen bis zu drei Jungtiere geboren werden.

## Gefährdung
Die Art wird gejagt und als Bushmeat gehandelt. Weiterhin stellen forstwirtschaftliche Nutzung der Wälder und Waldrodungen zur Gewinnung von Landwirtschaftsflächen eine Bedrohung dar. Aufgrund der nächtlichen Lebensweise lässt sich schwer abschätzen, wie sich diese Gefährdung auf den Bestand ausgewirkt hat. Die IUCN listet das Pel-Dornschwanzhörnchen deshalb mit "keine ausreichenden Daten" (Data Deficient).